# Sofiane Oumiha
Sofiane Oumiha (født 23. december 1994) er en fransk bokser, der konkurrerer i letvægtsdivisionen.
Han repræsenterede Frankrig ved sommer-OL 2016 i Rio de Janeiro, hvor han vandt sølv i letvægtskategorien.
Ved sommer-OL 2020 i Tokyo, som blev afholdt i 2021, blev han elimineret i anden runde.
Ved sommer-OL 2024 i Paris vandt han sølv.